# Coprinopsis picacea
Coprinopsis picacea és uns espècie de fong agarical sapròfit que pertany a la família de les psatirel·làcies (Psathyrellaceae). És originari de la Gran Bretanya. Va ser descrit per primer cop l'any 1785 pel micòleg francès Jean Baptiste François Pierre Bulliard com a Agaricus picaceus. També se'l coneix amb el nom comú de pixacà de garsa. Aquesta espècie és verinosa i de vegades es pot confondre amb el comestible Coprinus comatus.

## Descripció
Té un píleu de 3-7 cm de llarg, de color bru negre, amb restes del vel abundants i flocoses, de color blanc, similars al plomatge d'un pigot. Presenta un peu de 10-20 cm amb taques blanques, de forma prima, és buit per dins, amb un bulb a la base. Es troba a vegades sobre sòl calcari. No té cap valor culinari.

## Galeria d'imatges

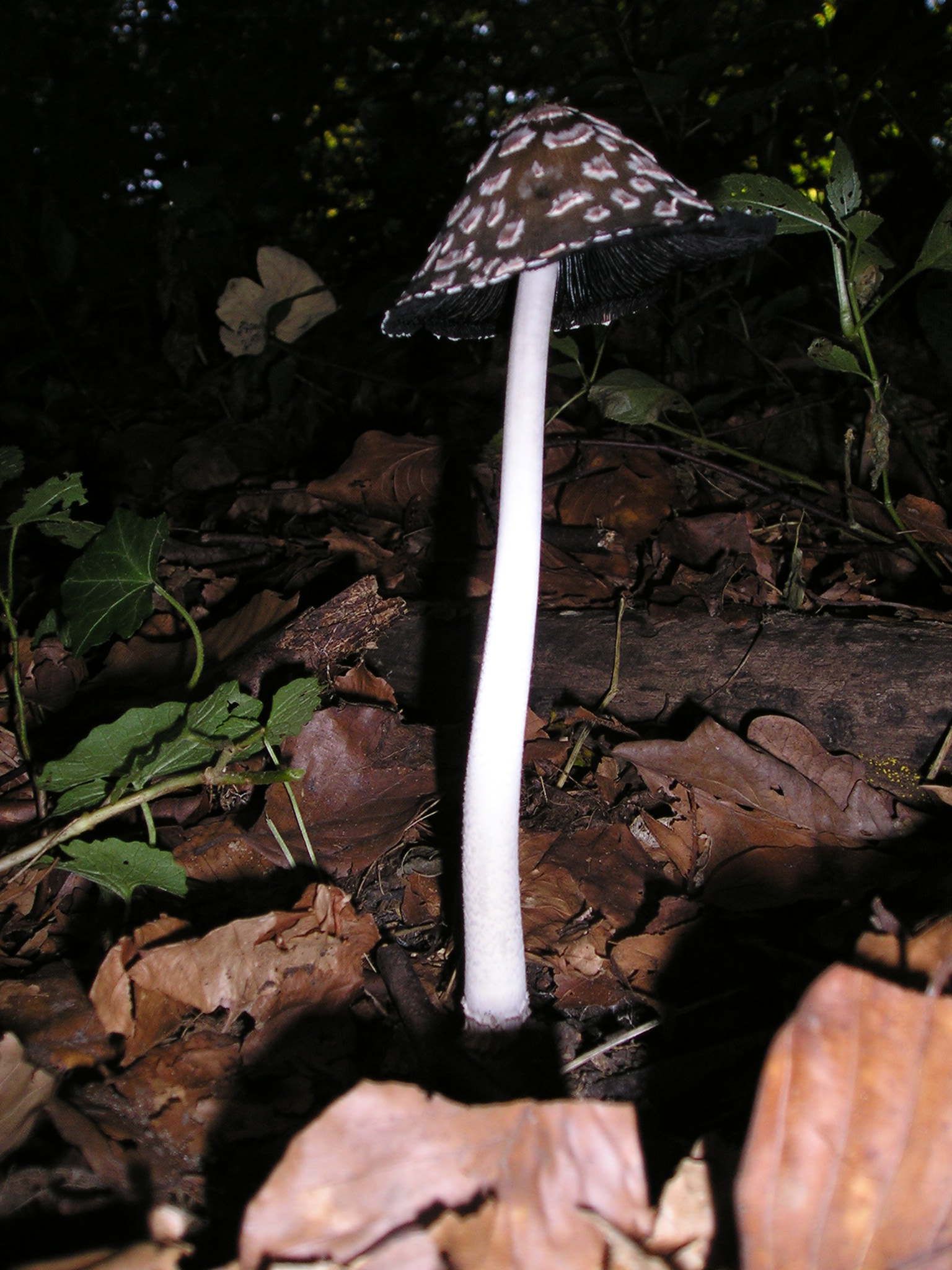
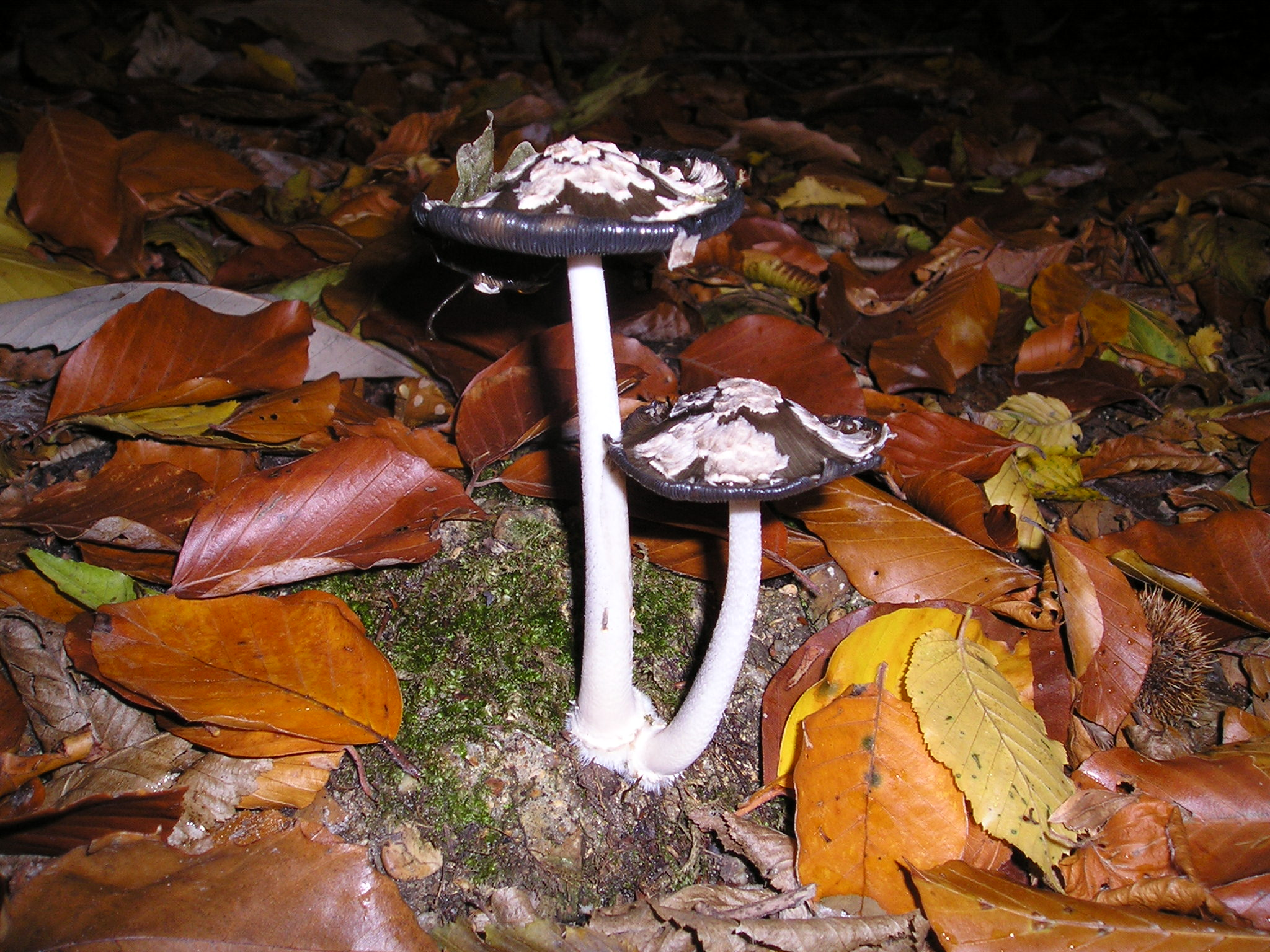
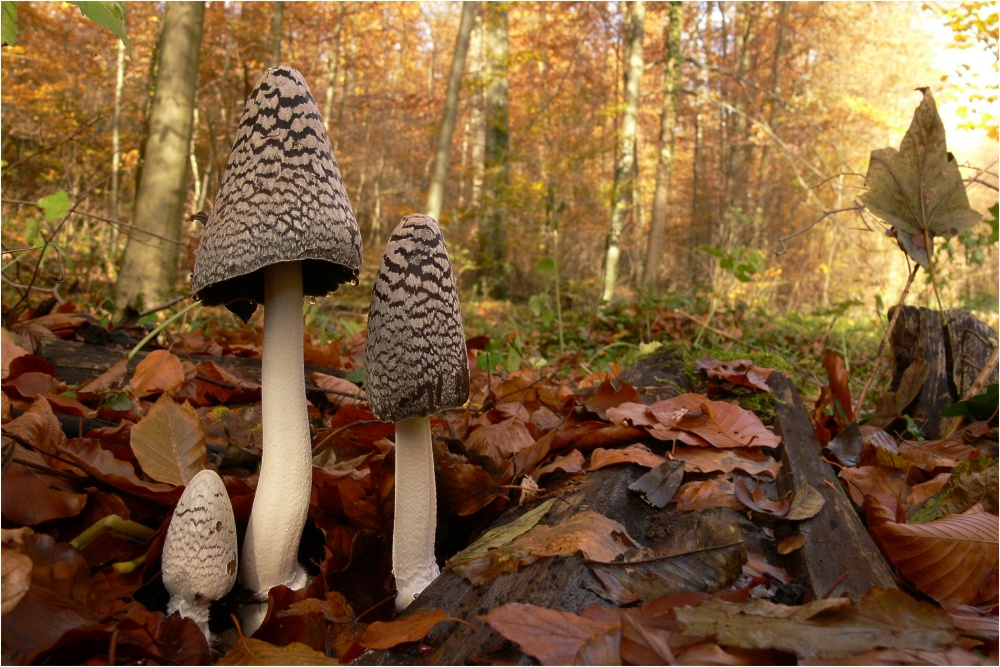
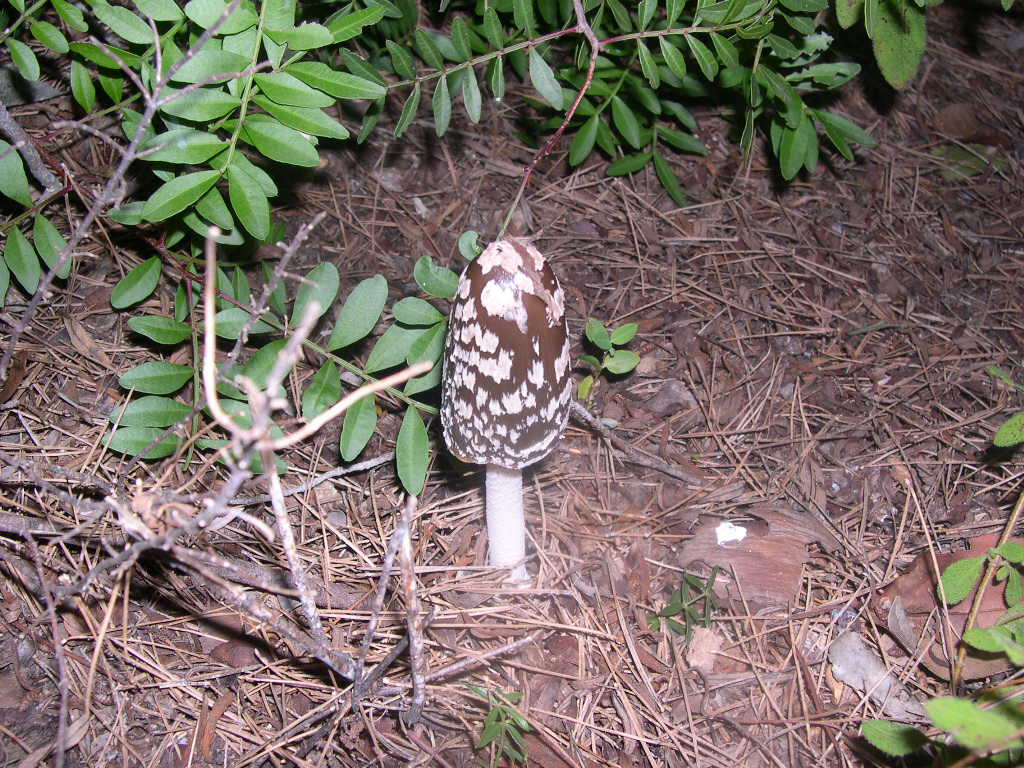
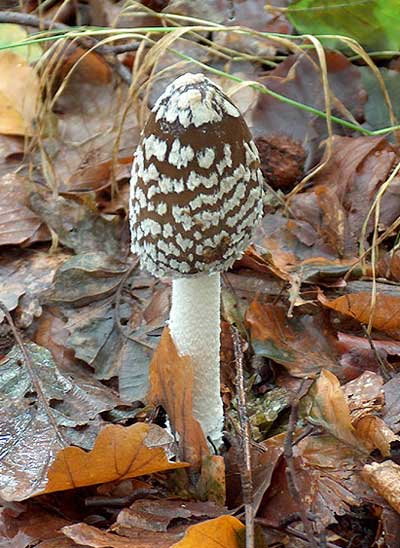
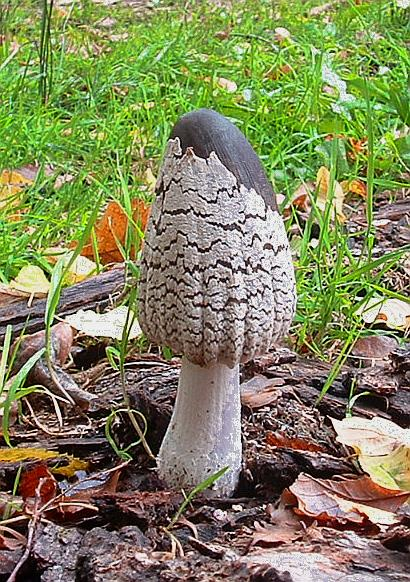